# 鄧多克 (馬里蘭州)
鄧多克（英語：Dundalk）是位於美國馬里蘭州巴爾的摩縣的一個普查規定居民點。

## 人口
根據2020年美國人口普查的數據，鄧多克的面積為45.10平方千米，當中陸地面積為33.90平方千米，而水域面積為11.20平方千米。當地共有人口67796人，而人口密度為每平方千米1,503.24人。